# Talinella latifolia
Talinella latifolia är en tvåhjärtbladig växtart som beskrevs av Appleq. Talinella latifolia ingår i släktet Talinella och familjen Talinaceae. Inga underarter finns listade i Catalogue of Life.